# Kultura w Zamościu

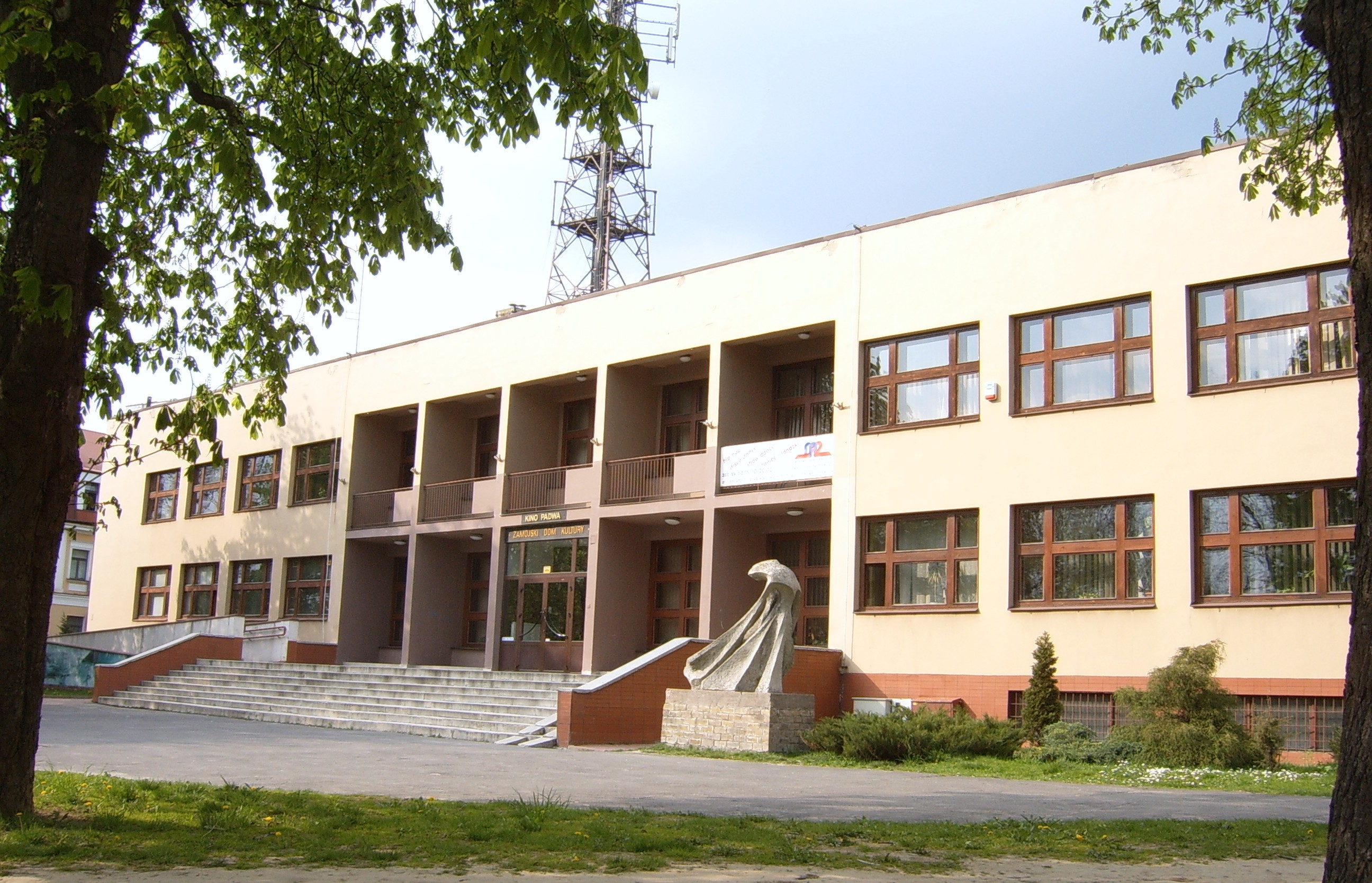
Zamojski Dom Kultury

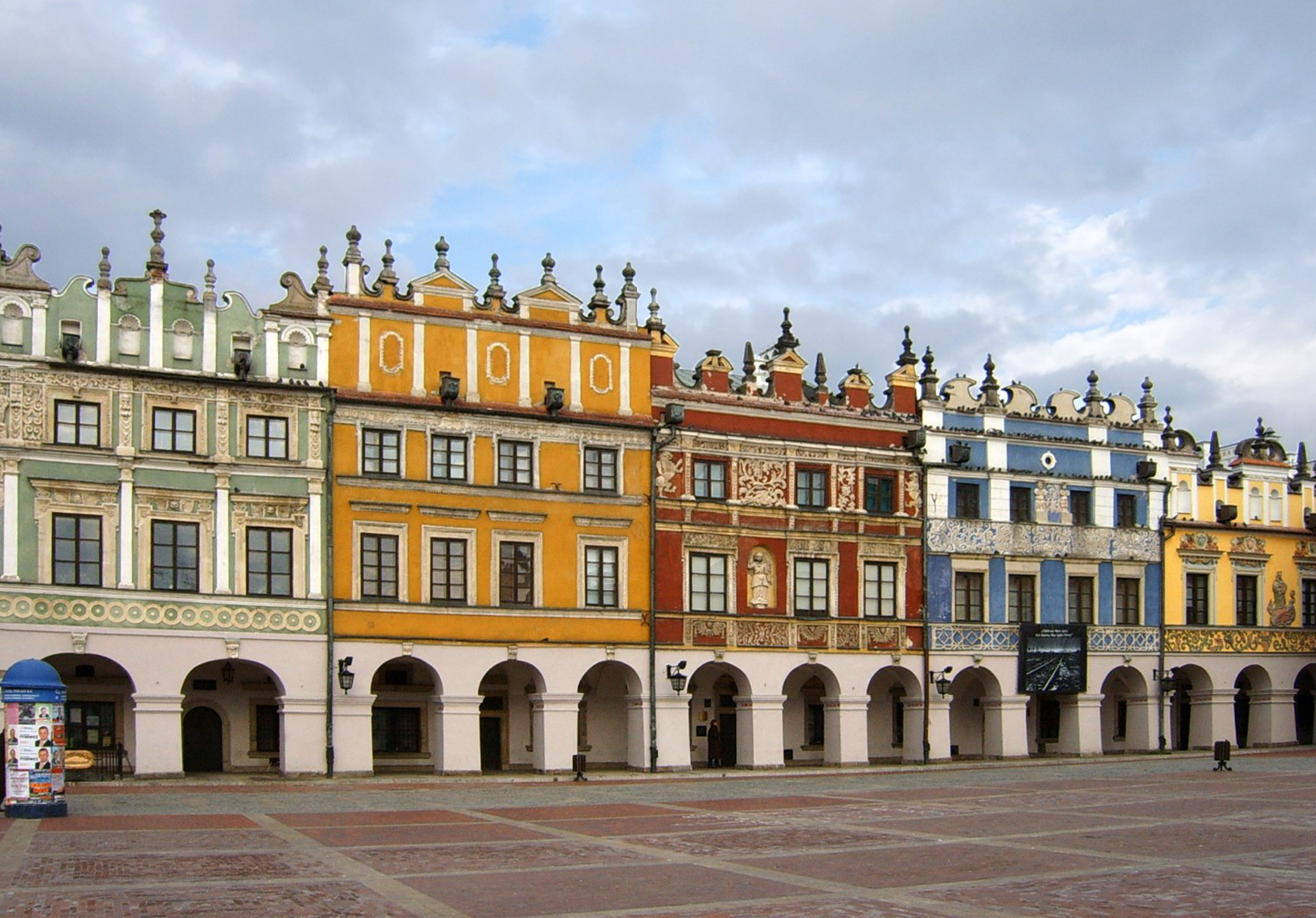
Muzeum Zamojskie w kamienicach ormiańskich

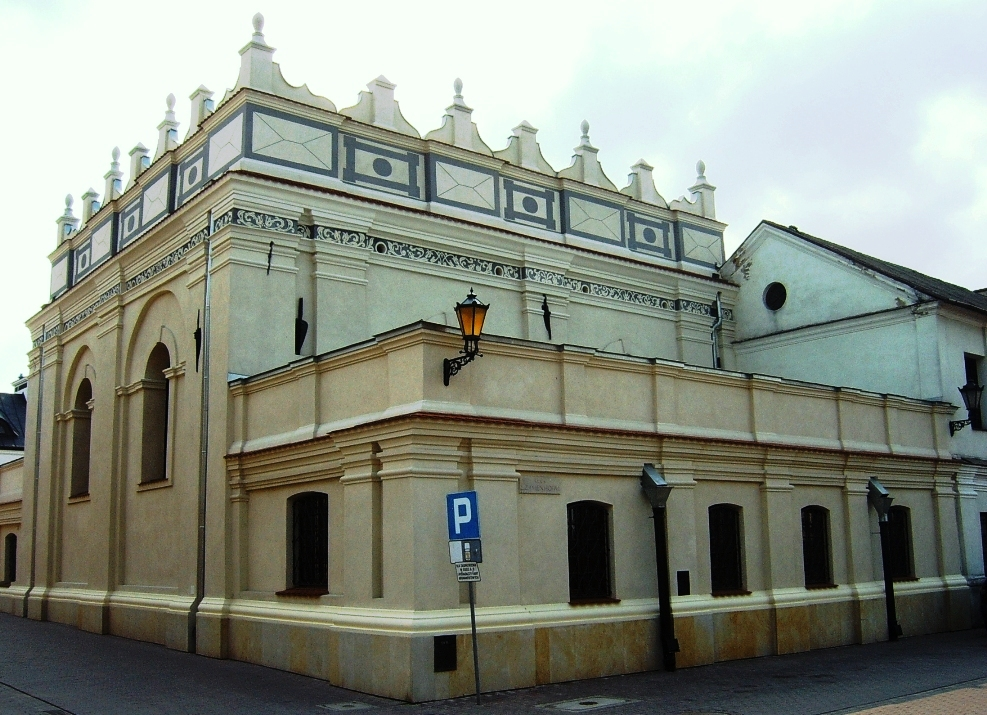
Synagoga

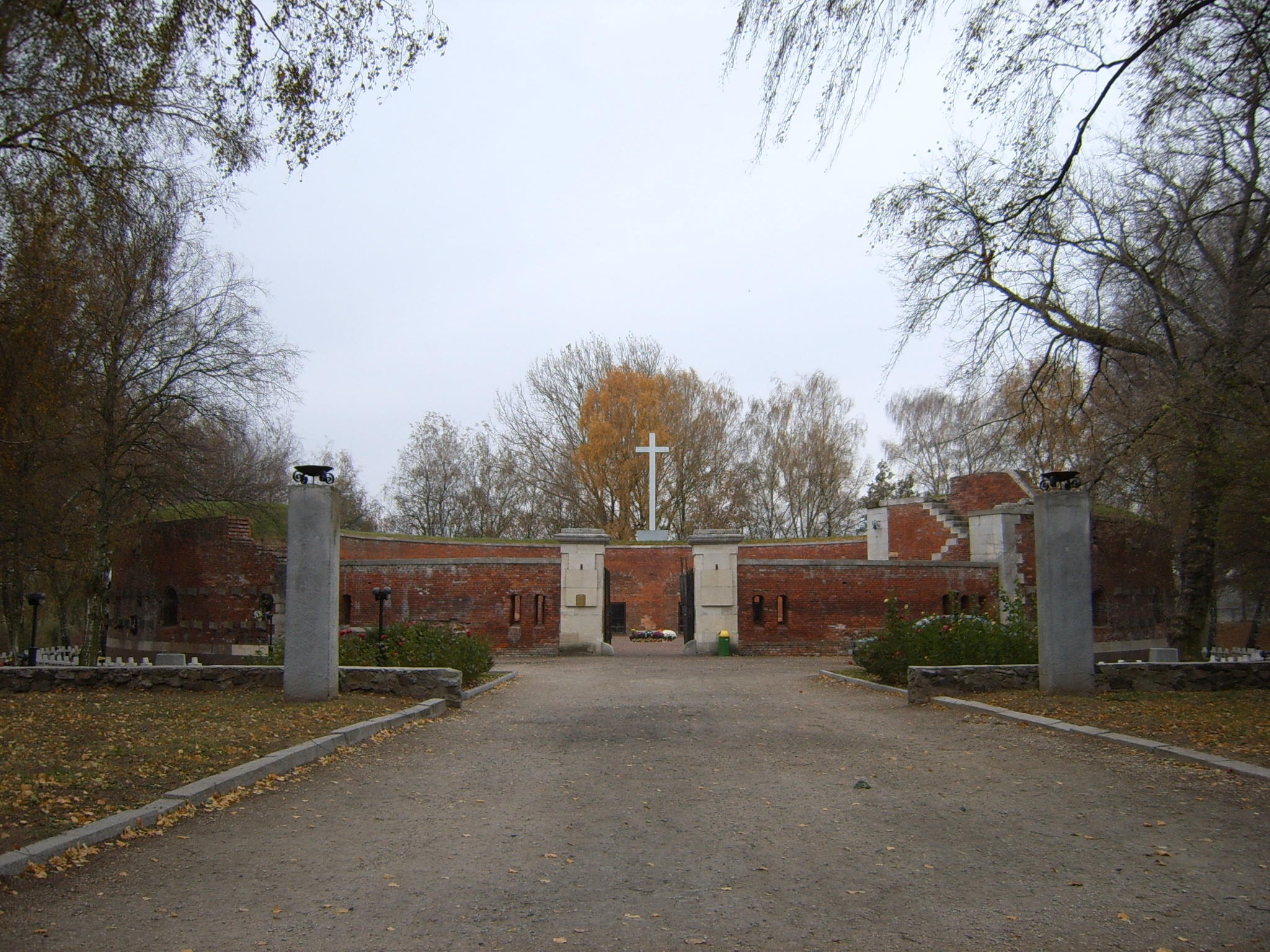
Muzeum Rotunda

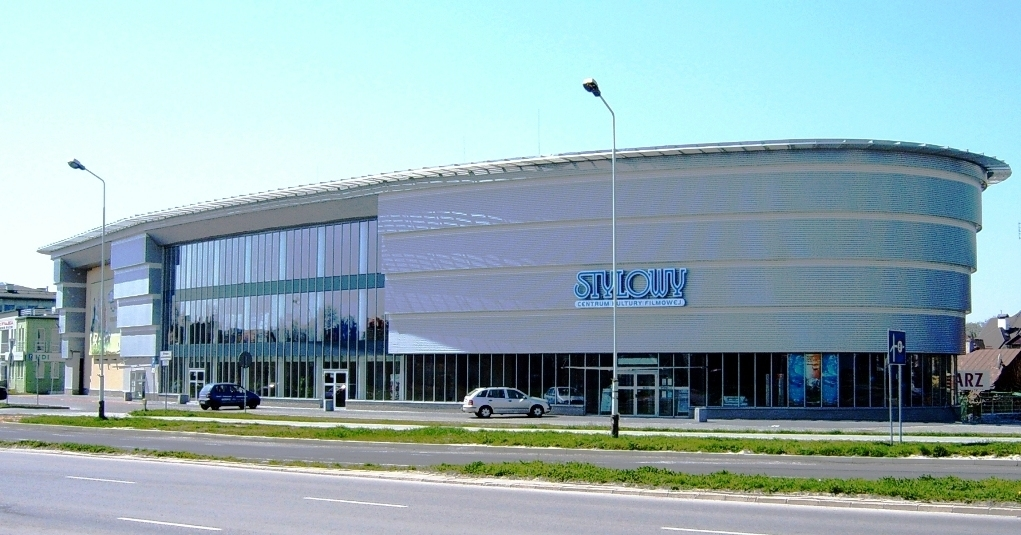
Centrum Kultury Filmowej „Stylowy”

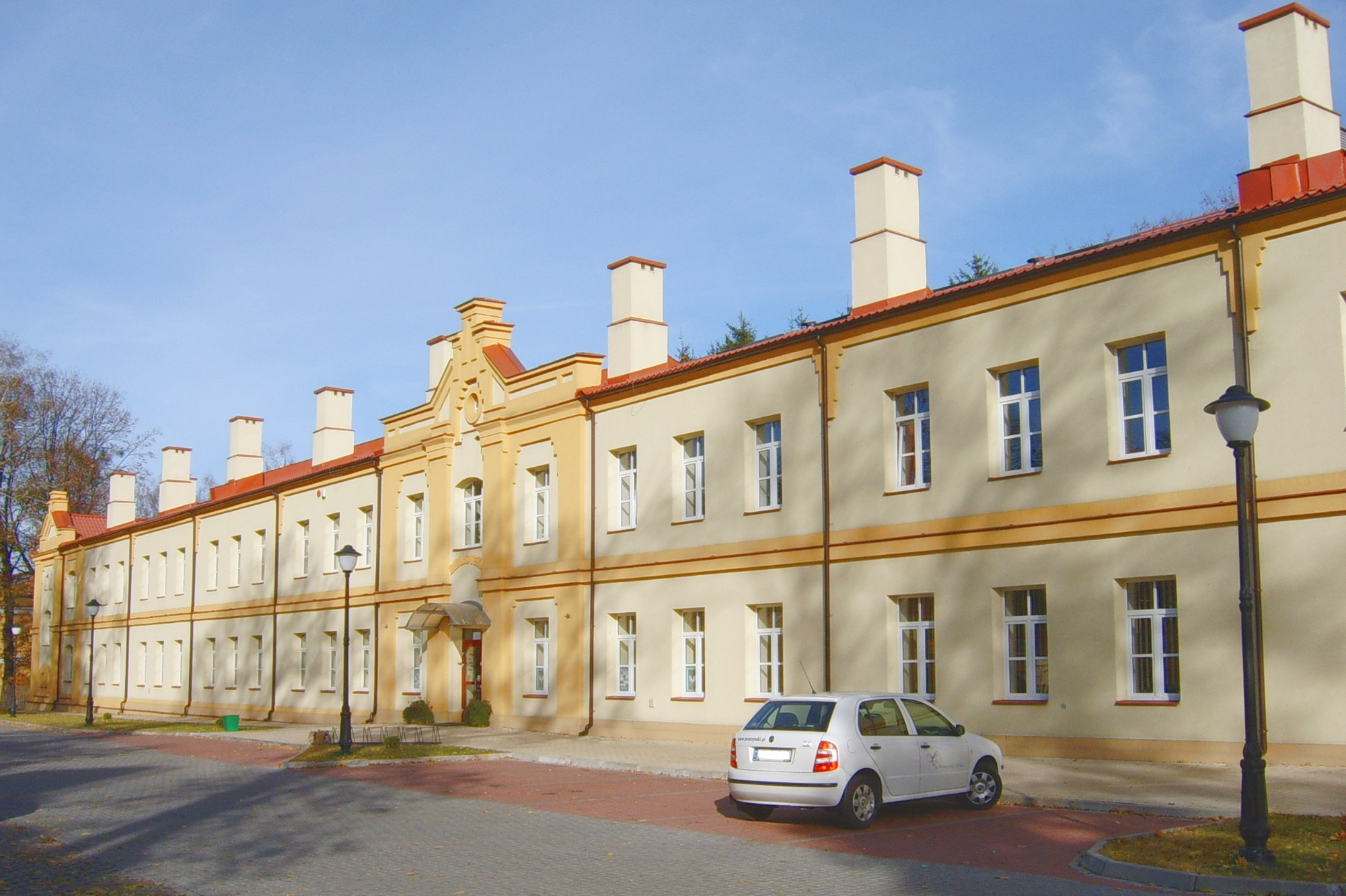
Książnica Zamojska oraz Młodzieżowy Dom Kultury

Kultura była ważną dziedziną życia Zamościa już od jego założenia, podobnie jest współcześnie. Miasto stanowi prężnie działający ośrodek kulturalny regionu. Jego funkcję kulturotwórczą podkreślają działające tu różne organizacje, stowarzyszenia i instytucje kultury, dzięki którym odbywają się także liczne imprezy krajowe i międzynarodowe, związane z wieloma dziedzinami sztuki. Miejscem skupiającym życie kulturalne Zamościa, o wyraźnej funkcji kulturalnej, jest przede wszystkim dzielnica staromiejska.

## Ośrodki kultury
Głównym ośrodkiem kultury w mieście jest funkcjonujący od 1964 r. Zamojski Dom Kultury, prowadzący działalność w wielu dziedzinach kultury, organizujący wybrane imprezy (m.in. Zamojskie Lato Teatralne) oraz umożliwiający aktywność licznych kół i stowarzyszeń.
Podobnie Młodzieżowy Dom Kultury im. K. Makuszyńskiego, przeznaczony głównie dla dzieci i młodzieży. Większy ośrodek to także Osiedlowy Dom Kultury „Okrąglak” działający przy osiedlach jednej ze spółdzielni mieszkaniowych; na innych są dostępne także świetlice. Przy jednostce wojskowej istnieje Klub Garnizonowy.

## Muzea
Najstarsze spośród obecnie działających (od 1925 r.) w Zamościu muzeów to Muzeum Zamojskie, które zajmuje kamienice ormiańskie (obok ratusza, w północnej pierzei Rynku Wielkiego). Eksponaty (militaria, makiety) można zobaczyć także w jego oddziale – Muzeum Fortyfikacji i Broni „Arsenał”, obejmującym poza arsenałem także pobliską dawną prochownię i nowy pawilon wystawowy.
O wydarzeniach szczególnie z okresu II wojny światowej najlepiej przypomina Muzeum Martyrologii „Rotunda”, gdzie udostępnione jest m.in. przejście przez wewnętrzne cele.
W dwóch pobliskich miejscach – w zabytkowych domu wikariuszy (tzw. „Wikarówce”) oraz w Infułatce obok katedry – mieści się Muzeum Sakralne Katedry Zamojskiej.
Wśród pozostałych muzeów znajduje się tu także Muzeum Techniki Drogowej i Mostowej Okręgu Lubelskiego Generalnej Dyrekcji Dróg Krajowych i Autostrad (przy Rynku Wielkim, podobne Muzeum Drogownictwa jest w Szczucinie), oraz Muzeum Diecezjalne Diecezji zamojsko-lubaczowskiej. W 2018 r. otwarto kolejne muzeum, o tematyce wojskowej – Muzeum 3 Dywizji Piechoty Legionów przy zamojskiej jednostce wojskowej, a od 2020 roku do zwiedzania dostępne jest Roztoczańskie Muzeum PRL. W mieście działa także Muzeum Fotografii, posiadające na swoim wyposażeniu zrekonstruowany, działający fotoplastykon.
Po pracach remontowych ponownie można zwiedzać nadszaniec i przyległy do niego bastion VII wraz z kurtyną (zachowane fragmenty zamojskiej twierdzy), przez które dostępne jest przejście łączną trasą turystyczną. W samym nadszańcu (pełniącym także funkcję handlową – Centrum Turystyczno-Handlowe „Nadszaniec”) znajdują się dodatkowo eksponaty związane z rozwojem zamojskich fortyfikacji. Zwiedzający trasę mogą wejść także na jego dach (punkt widokowy na Stare Miasto), natomiast w sezonie letnim dostępne jest wejście na bastion. Drugą trasę turystyczną otwarto ponadto w podziemiach oficyny ratusza.
Podobnie w dawnej synagodze, w której po gruntownych pracach remontowych, od 2011 r. działa nowe Centrum „Synagoga” z Multimedialnym Muzeum Żydów Zamościa i Okolic oraz punktem informacyjno-kulturalnym Szlaku Chasydzkiego, gdzie można zobaczyć jej zachowane dekoracje wnętrza.

## Galerie
Główną galerią w mieście jest „Biuro Wystaw Artystycznych – Galeria Zamojska”, w której eksponowane są różne obrazy i inne dzieła grafiki. BWA-Galeria Zamojska organizuje także „Międzynarodowe Plenery Ilustratorów”, które od kilku lat odbywają się w okolicach Zamościa – m.in. Krasnobród, Zwierzyniec. W innej, niewielkiej Galerii Fotografii „Ratusz” można obejrzeć fotografie o zmienianej tematyce. Prace głównie dzieci i młodzieży prezentują ponadto Galeria Liceum Plastycznego „Pod Madonną” oraz Galeria Młodych „Okrąglak” (w Osiedlowym Domu Kultury „Okrąglak”).
Wyjątkowym obiektem jest dodatkowo duża wystawa prywatnych zbiorów szachów pochodzących z różnych stron świata – Zamojskie Centrum Wystawowe „Szachy Świata” – jaką udostępniono w 2014 r. do zwiedzania (obecnie w budynku kina CKF Stylowy).
Mniejsze galerie i wystawy stanowią również dodatek w wybranych klubach i restauracjach, m.in. „Mała Galeria” w Corner Pubie, „Ex Libris” w Książnicy Zamojskiej czy Galeria-kawiarnia „Piwnica pod Rektorską”. Wystawy o różnej tematyce są też organizowane w centrach i galeriach handlowych (np. w CH Galeria Twierdza).

## Kina
„Stylowy” to jedyne stale działające kino w mieście, od 2010 r. pod oficjalną nazwą Centrum Kultury Filmowej „Stylowy”. Od tego roku dysponuje nowym i większym gmachem z czterema salami projekcyjnymi (oraz mniejszą studyjną), nie odbiegającymi od współczesnych standardów kinowych (m.in. system dźwiękowy Dolby Digital, filmy 3D). Wcześniej „Stylowy” zajmowało salę kinową w drugim obecnie obiekcie kinowym – w Klubie Garnizonowym (przy jednostce wojskowej), gdzie dawniej było kino „Dedal”, natomiast „Stylowy” mieściło się w tym czasie w kościele franciszkanów (do 1994 r.).
Przy „Stylowym” dodatkowo działa Dyskusyjny klub filmowy. Wśród wydarzeń związanych z filmografią w Zamościu, kręcono tu film „Przypadek Pekosińskiego” o Bronisławie Pekosińskim – zamościaninie, który zagrał w nim siebie samego.

## Biblioteki
Największa biblioteka w mieście to Książnica Zamojska im. Stanisława Kostki Zamoyskiego, założona w 1921 r. jako Biblioteka Publiczna im. J. Zamoyskiego. Poza głównym budynkiem posiada jeszcze 6 filii na terenie Zamościa.
Od wielu lat czynna jest także specjalistyczna Biblioteka Pedagogiczna (utworzona w 1936 r.) oraz Archiwum Państwowe (od 1950 r.). Niewielka biblioteka (Garnizonowa) działa także w Klubie Garnizonowym.

## Lokalne media
Wśród miejscowych gazet wydawane są takie jak „Tygodnik Zamojski”, „Kronika Tygodnia” oraz bezpłatne: „Gazeta Miasta”, „Kurier Zamojski” i „Skafander”. Działa tu także zamojski oddział „Dziennika Wschodniego”, a co 3 miesiące wydawany jest „Zamojski Kwartalnik Kulturalny”.
Lokalne stacje radiowe to „Katolickie Radio Zamość” oraz „Radio Eska” Zamość (na zasadzie franczyzy), a telewizyjne to „Telewizja Zamość” (Tele-Top) oraz Internetowa Telewizja „Zamosc.tv”. Funkcjonują też miejscowe portale internetowe (m.in. roztocze.net, ezamosc.pl, zamosconline.pl, portalzamojski.pl, gazetamiasta.pl, zamosc.naszemiasto.pl, zyciezamoscia.pl).

## Muzyka

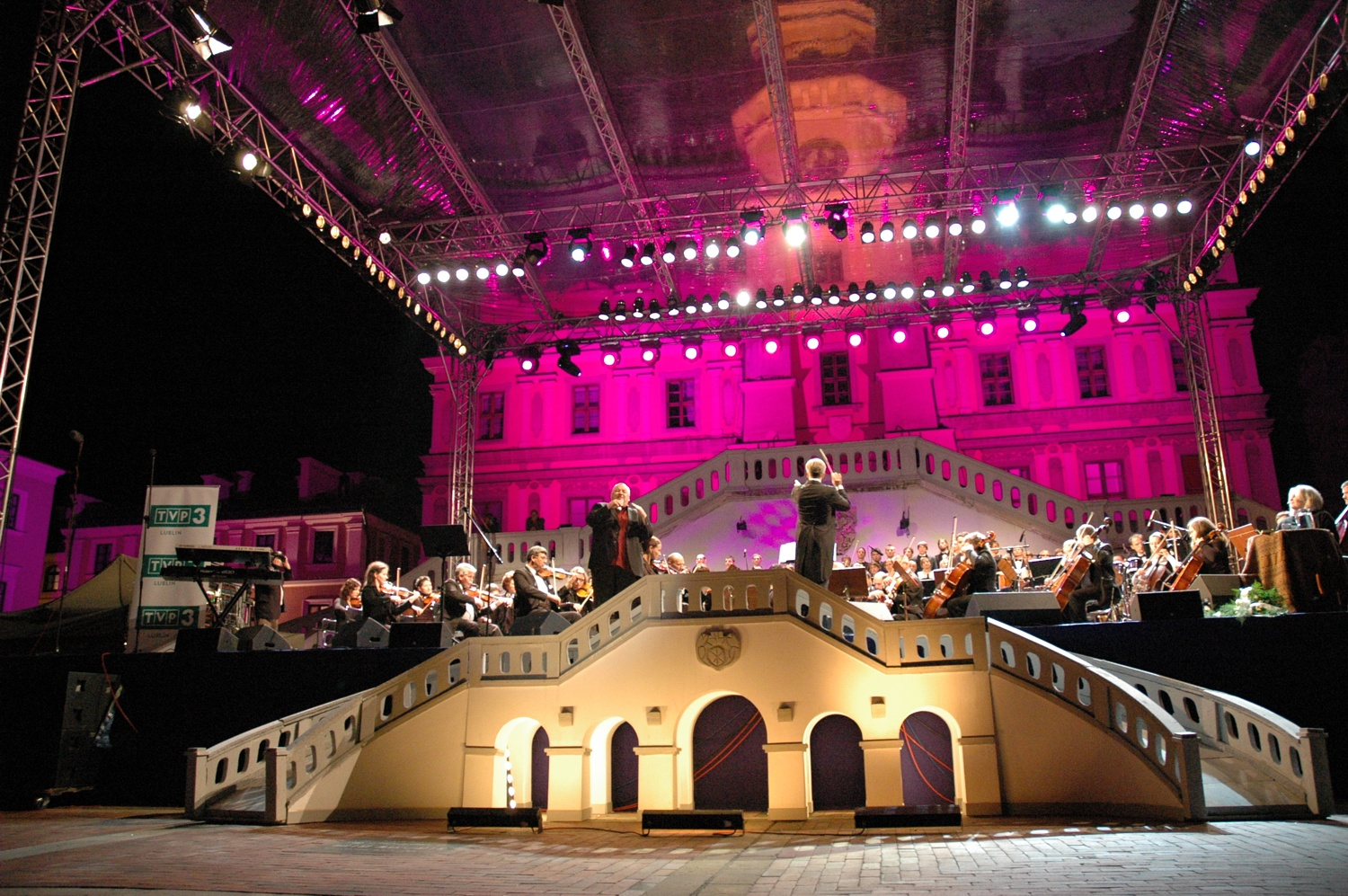
I Zamojski Festiwal im. M. Grechuty w 2007 r.

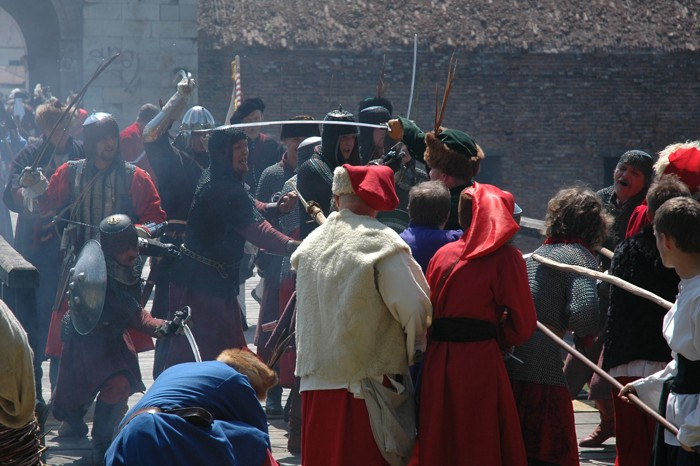
„Szturm Twierdzy Zamość” w 2007 r.

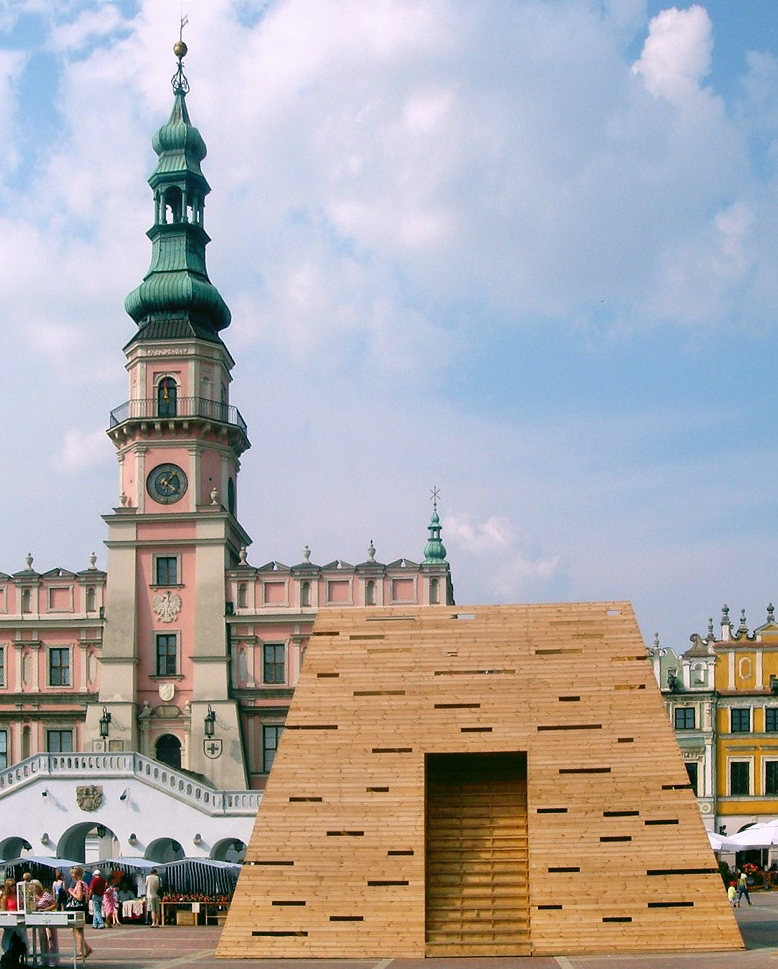
„Miasto idealne – miasta niewidzialne”, 2006 r.

Wśród organizacji kulturalnych w mieście, związanych z muzyką, istnieje tu Zespół Pieśni i Tańca „Zamojszczyzna” utrwalający śpiew i taniec ludowy, oraz jedna z najstarszych i wyjątkowych w Polsce, Orkiestra Symfoniczna im. K. Namysłowskiego (dawniej Polska Orkiestra Włościańska). Ze śpiewem związany jest także chór „Rezonans”, a muzyka jazzowa promowana jest przez działające tu Stowarzyszenie „Zamojski Klub Jazzowy im. M. Kosza”. Organizacje te angażują się również w podejmowanie wielu przedsięwzięć kulturalnych obejmujących życie muzyczne.

## Imprezy i wydarzenia kulturalne
Zamość to miejsce licznych imprez i wydarzeń kulturalnych, zarówno krajowych, jak i międzynarodowych, związanych z teatrem, folklorem, muzyką, historią czy innymi dziedzinami sztuki.
Wybrane, większe przedsięwzięcia, odbywające się cyklicznie co rok, to m.in.:
- przedstawienia teatralne:
  - Zamojskie Lato Teatralne (ze spektaklami m.in. na Rynku Wielkim od roku 1976);
  - Międzynarodowy Festiwal Sztuk Intuitywnych „Fortalicje” (organizowany przez zamojski Teatr „Performer”);
- koncerty muzyczne:
  - Międzynarodowy Festiwal Folklorystyczny „Eurofolk” (z zespołami folklorystycznymi z całego świata);
  - Zamojski Festiwal Kultury (początkowo o nazwie Zamojski Festiwal Kultury im. Marka Grechuty);
  - „Jazz na Kresach”;
  - „Jazz na Kresach. New Cooperation”;
  - Międzynarodowe Spotkania Wokalistów Jazzowych;
  - Festiwal Kultury Włoskiej „Arte, Cultura, Musice e...”;
  - Zamojskie Dni Muzyki;
  - Festiwal Muzyki Klasycznej „Triduum Caecilianum”;
- film:
  - Międzynarodowe Dni Filmu Religijnego „Sacrofilm”;
  - Letni Festiwal Filmowy;
- inscenizacje historyczne:
  - „Szturm Twierdzy Zamość” – jedna z imprez upamiętniających odparty najazd Tatarów i Kozaków na miasto w 1648 roku, podczas której przedstawiana jest bitwa;

oraz wiele innych (m.in. Zamojskie Spotkania Kultur, Międzynarodowe Mistrzowskie Kursy Muzyczne, koncert orkiestr wojskowych), wśród których niektóre łączone są także z konkursami przeznaczonymi zwłaszcza dla młodzieży.
Poza stale odbywającymi się wydarzeniami w Zamościu, jednym z większych była międzynarodowa wystawa różnych dzieł sztuki współczesnej „Ideal City – Invisible Cities”/„Miasto idealne – miasta niewidzialne” Zamość-Poczdam w 2006 r., goszcząca tu artystów nie tylko z Polski. Wspomniany Festiwal Kultury Włoskiej „Arte, Cultura, Musice e...”, gromadzący tu znane osoby (m.in. włoskiego piosenkarza Drupiego), nawiązuje do podobnego, jaki miał miejsce w Zamościu w 1988 r. („Włoska Jesień w Zamościu”).